# Eclipse de Luna Tour
Eclipse de Luna Tour es la primera gira mundial de conciertos por la cantante mexicana Maite Perroni y la segunda en general en apoyo de su primer álbum de estudio Eclipse de luna.

## Antecedentes
En el mes de febrero del 2014, Perroni mediante sus redes sociales anuncio los ensayos de su tour escribiendo: "Ayer en el ensayo general #TuyYO Eclipse de Luna Tour 2014". Más tarde en una entrevista al programa hoy comento sobre como será el show y dijo: "Será un concierto para bailar, disfrutar y pasar un buen rato en familia... Será para todos los gustos habrá pop, bachata, balada, salsa, etc"

## Desarrollo
El concierto inicio con una pequeña introducción musical con algunos elementos de "Agua Bendita" y prosiguió cantando la misma, le siguió "Llueve, llueve" y un cover de Luis Enrique "Yo no se mañana". Da la bienvenida y prosigue con "Vas a querer volver", "Eclipse de Luna", "A partir de hoy" e "Inexplicable" y así culmina el primer acto. Regresa al escenario con el segundo cambio de vestuario para cantar la versión de Marc Anthony "Ahora quien", "Me Va", "Te Mando Flores" de Fonseca y "Que te hace falta" finalmente acaba el segundo acto. Antes de comenzar el tercer acto aparece un "Video Interludio" de RBD y después aparece con un vestuario negro interpretando un medley de RBD y "Ojos Divinos". El show culmina con "Tu y yo" primer sencillo de su álbum debut.

## Actos de Apertura
- Jary (Guadalajara)
- Só 5 (São Paulo)

## Lista de canciones
1. Intro (Contiene extractos de "Agua Bendita")"
2. "Agua Bendita"
3. "Llueve, llueve"
4. "Yo no se mañana" (Cover de Luis Enrique)
5. "Vas a querer volver"
6. "Eclipse de luna"
7. "A partir de hoy"
8. "Inexplicable (Versión Acústica)
9. "Ahora quien" (Cover de Marc Anthony)
10. "Me Va"
11. "Te mando flores" (Cover de Fonseca)
12. "¿Que te hace falta?"
13. "Medley RBD"
  1. "Ser o parecer"
  2. "Aún hay algo"
  3. "Empezar desde cero"
  4. "Solo quédate en silencio"
  5. "Un poco de tu amor"
  6. "Bésame sin miedo"
  7. "Cariño mio"
14. "Ojos divinos"

Encore
1. " Tú y yo"

## Fechas
| Fecha                   | Ciudad           | País           | Lugar                        | Observación                 |
| ----------------------- | ---------------- | -------------- | ---------------------------- | --------------------------- |
| 9 de agosto de 2014     | Teziutlán        | México         | Plaza de toros               | Feria Teziutlán             |
| 5 de septiembre de 2014 | Dolores Hidalgo  | México         | Jardin Principal             | Fiestas Patrias             |
| 24 de octubre de 2014   | Guadalajara      | México         | Auditorio Benito Juárez      | Fiestas de Octubre          |
| 1 de noviembre de 2014  | Chignahuapan     | México         | Teatro del pueblo            | Feria del Árbol y la Esfera |
| 6 de noviembre de 2014  | Ciudad de México | México         | Teatro Metropolitan          | -                           |
| 23 de noviembre de 2014 | São Paulo        | Brasil         | Teatro Bradesco              | -                           |
| 15 de febrero de 2015   | Medellín         | Colombia       | Plaza Mayor Medellín         | Radio Tiempo: Pop Festival  |
| 23 de noviembre de 2015 | Ciudad de México | México         | Centro Santa Fe              | Evento Amor Infinito        |
| 10 de mayo de 2015      | Nueva York       | Estados Unidos | Flushing Meadows-Corona Park | Evento Cinco de Mayo        |
| 31 de octubre de 2015   | Aguascalientes   | México         | Isla San Marcos              | Festival de las Calaveras   |